# Michael Vogt
Michael Vogt (ur. 29 grudnia 1997 w Wangen SZ) – szwajcarski bobsleista, olimpijczyk z Pekinu 2022, mistrz świata juniorów.

## Udział w zawodach międzynarodowych
| Impreza                     | Rok  | Gospodarz            | Konkurencja | Miejsce |                      |      |       |        |    |
| --------------------------- | ---- | -------------------- | ----------- | ------- | -------------------- | ---- | ----- | ------ | -- |
| Impreza                     | Rok  | Gospodarz            | Konkurencja | Miejsce | Igrzyska olimpijskie | 2022 | Pekin | dwójki | 4. |
| czwórki                     | 11.  |                      |             |         | Igrzyska olimpijskie | 2022 | Pekin |        |    |
| Mistrzostwa świata          | 2019 | Whistler             | dwójki      | 13.     |                      |      |       |        |    |
| Mistrzostwa świata          | 2019 | Whistler             | czwórki     | 5.      |                      |      |       |        |    |
| Mistrzostwa świata          | 2020 | Altenberg            | dwójki      | 8.      |                      |      |       |        |    |
| Mistrzostwa świata          | 2020 | Altenberg            | czwórki     | 9.      |                      |      |       |        |    |
| Mistrzostwa świata          | 2021 | Altenberg            | dwójki      | 5.      |                      |      |       |        |    |
| Mistrzostwa świata          | 2021 | Altenberg            | czwórki     | 13.     |                      |      |       |        |    |
| Mistrzostwa Europy          | 2019 | Schönau am Königssee | dwójki      | 13.     |                      |      |       |        |    |
| Mistrzostwa Europy          | 2019 | Schönau am Königssee | czwórki     | 16.     |                      |      |       |        |    |
| Mistrzostwa Europy          | 2020 | Sigulda              | dwójki      | 11.     |                      |      |       |        |    |
| Mistrzostwa Europy          | 2020 | Winterberg           | czwórki     | 9.      |                      |      |       |        |    |
| Mistrzostwa Europy          | 2021 | Winterberg           | dwójki      | 4.      |                      |      |       |        |    |
| Mistrzostwa Europy          | 2021 | Winterberg           | czwórki     | 13.     |                      |      |       |        |    |
| Mistrzostwa Europy          | 2022 | Sankt Moritz         | dwójki      | 7.      |                      |      |       |        |    |
| Mistrzostwa Europy          | 2022 | Sankt Moritz         | czwórki     | 6.      |                      |      |       |        |    |
| Mistrzostwa świata juniorów | 2018 | Sankt Moritz         | dwójki      | 10.     |                      |      |       |        |    |
| Mistrzostwa świata juniorów | 2018 | Sankt Moritz         | czwórki     | 7.      |                      |      |       |        |    |
| Mistrzostwa świata juniorów | 2019 | Schönau am Königssee | dwójki      | 7.      |                      |      |       |        |    |
| Mistrzostwa świata juniorów | 2019 | Schönau am Königssee | czwórki     | 03 !    |                      |      |       |        |    |
| Mistrzostwa świata juniorów | 2020 | Winterberg           | dwójki      | 4.      |                      |      |       |        |    |
| Mistrzostwa świata juniorów | 2020 | Winterberg           | czwórki     | DNF     |                      |      |       |        |    |
| Mistrzostwa świata juniorów | 2021 | Sankt Moritz         | dwójki      | 02 !    |                      |      |       |        |    |
| Mistrzostwa świata juniorów | 2021 | Sankt Moritz         | czwórki     | 01 !    |                      |      |       |        |    |